# Africa: Rivista semestrale di studi e ricerche
Africa, Rivista semestrale di studi e ricerche (Africa (Roma) ou Africa (Italy)) est une revue académique semestrielle à comité de lecture couvrant l'Africanisme. La revue a été créée en 1946 et publiée trimestriellement jusqu'en 2010. Elle était sous-titrée Rivista trimestrale di studi e documentazione dell'Istituto italiano per l'Africa e l'Oriente et était publiée par l'Institut italien pour l'Afrique et l'Orient (Istituto Italiano per l'Africa e l'Oriente IsIAO).
Parmi les rédacteurs en chef figuraient Teobaldo Filesi, qui a choisi en 1965 une approche axée sur les sciences humaines, et Gianluigi Rossi, qui a maintenu cette orientation depuis 1994. Après une interruption, la revue a été relancée en 2019, publiée par l'éditeur Viella Editrice pour le compte du Centro Studi per i Popoli Extraeuropei "Cesare Bonacossa" (Université de Pavie).
La revue propose des Articoli (articles), des Note e testimonianze (notes et rapports) et des Recensioni (comptes rendus de livres), rédigés en italien, en français ou en anglais. À partir de 2023, les numéros des années 1950-2009 et 2019-2021 pourront être consultés sur JSTOR,.
Il ne faut pas confondre Africa: Rivista semestrale avec le magazine bimestriel italien Africa, La rivista del continente vero.

## Résumé et indexation
La revue est résumée et indexée dans EBSCO databases, ProQuest bases de données, et Scopus (2019–2022), relevant un facteur d'impact de 0,3.

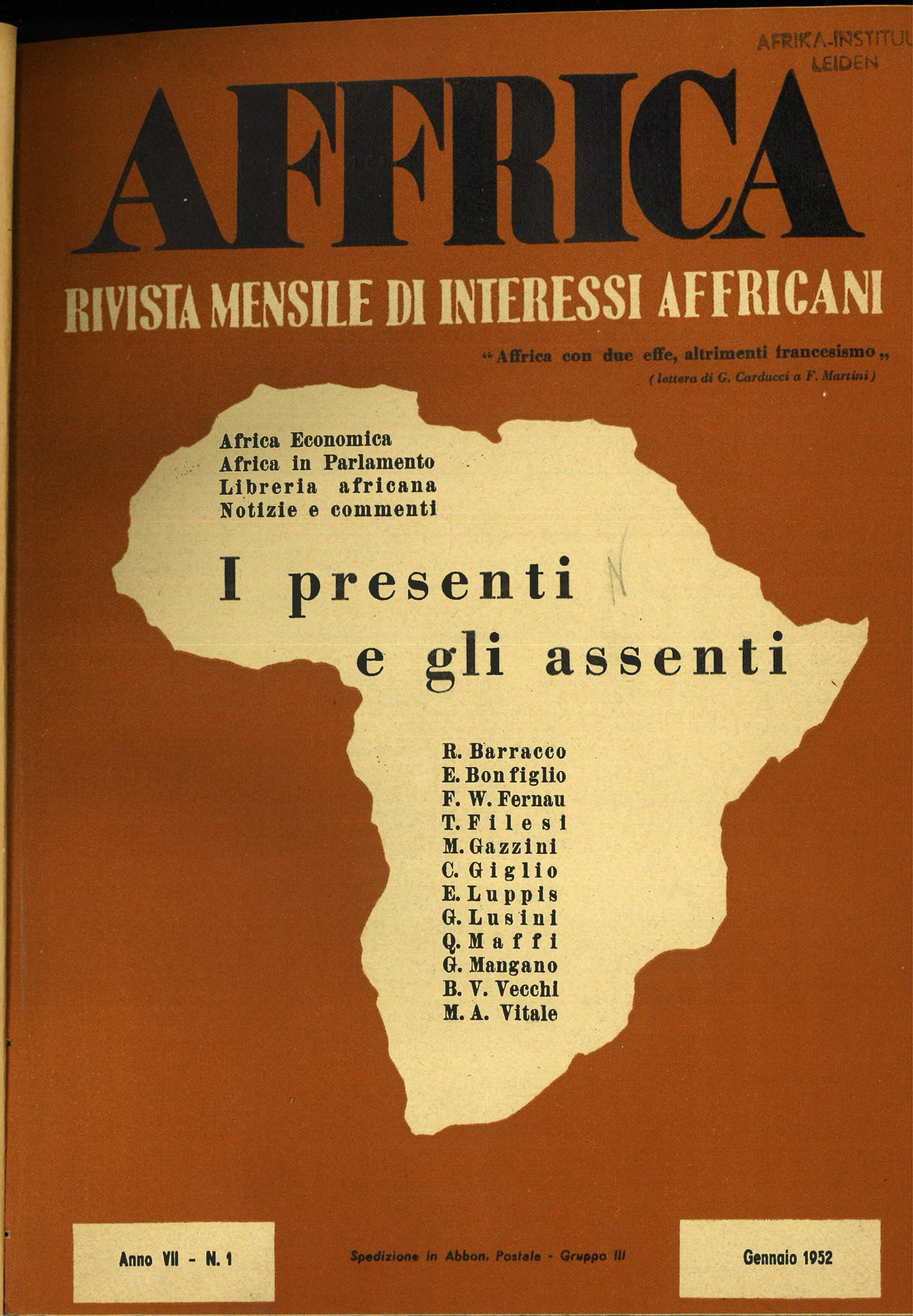
Affrica: Rivista mensile di interessi affricani, Volume 7, issue 1, janvier 1952. Couverture de magazine.
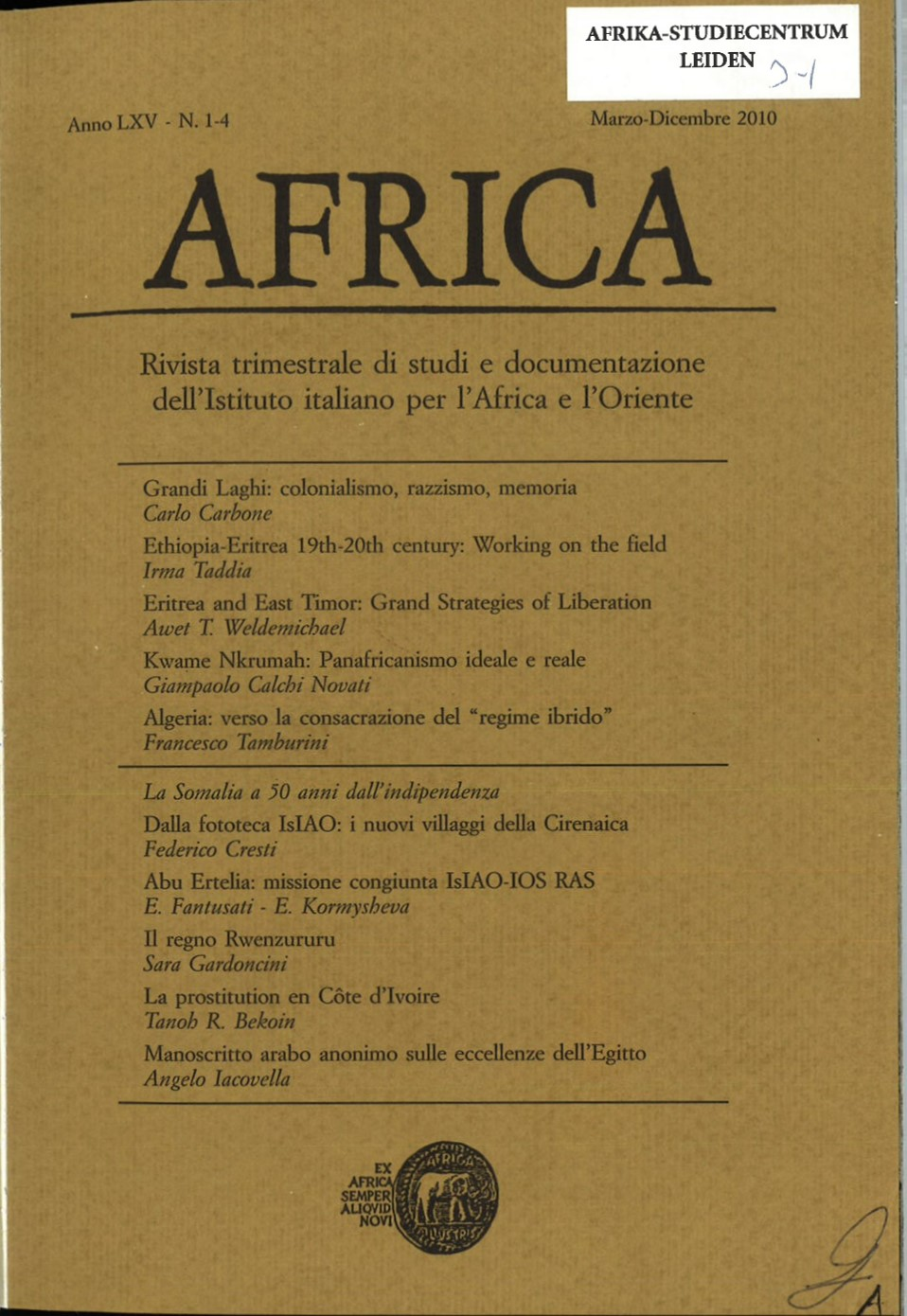
Africa: Rivista trimestrale di studi e documentazione dell'Istituto italiano per l'Africa e l'Oriente, Volume 65, N. 1–4. mars–décembre 2010. Couverture.
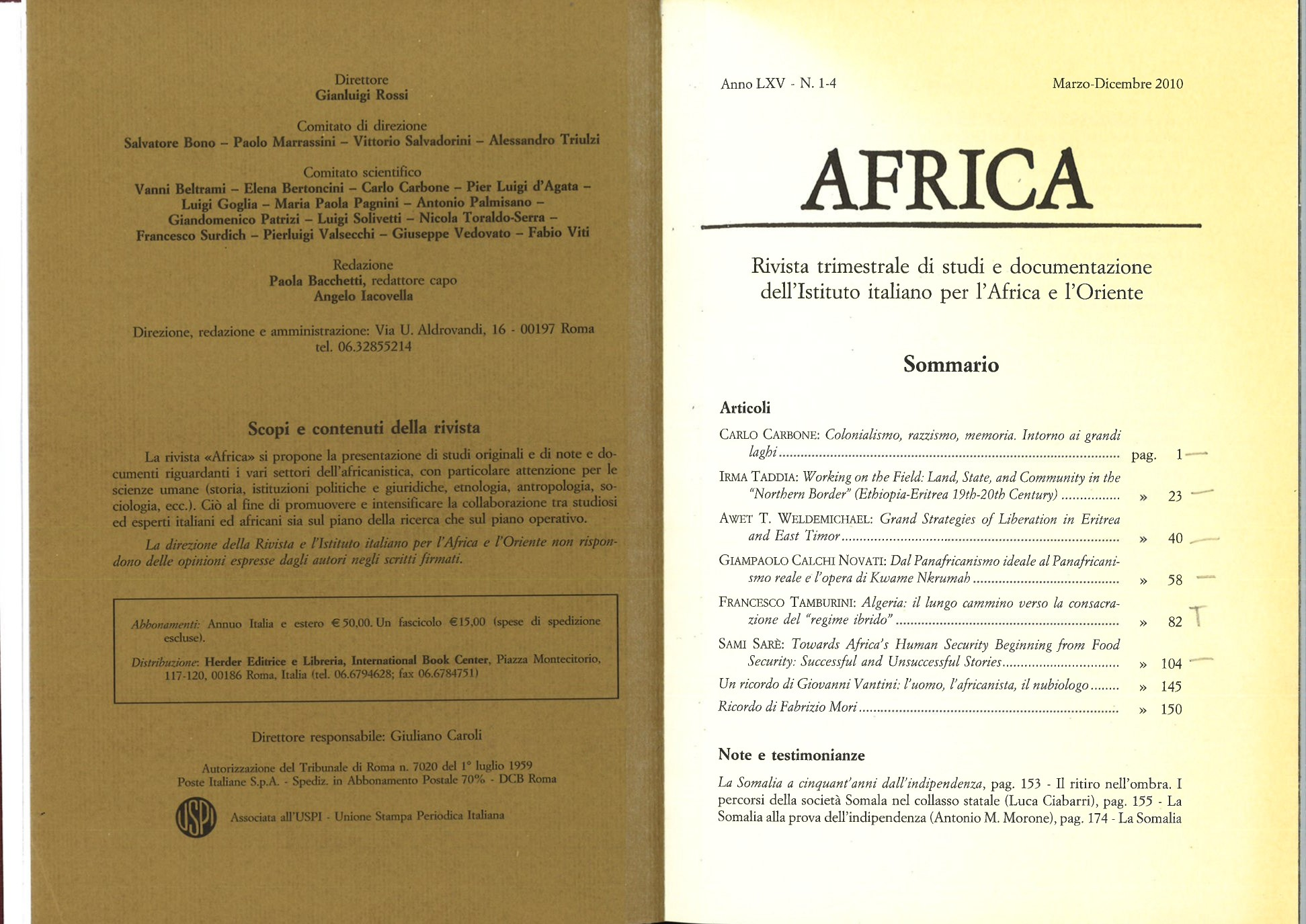
Africa: Rivista trimestrale ... Volume 65, N. 1–4. mars–décembre 2010. Table de matières.
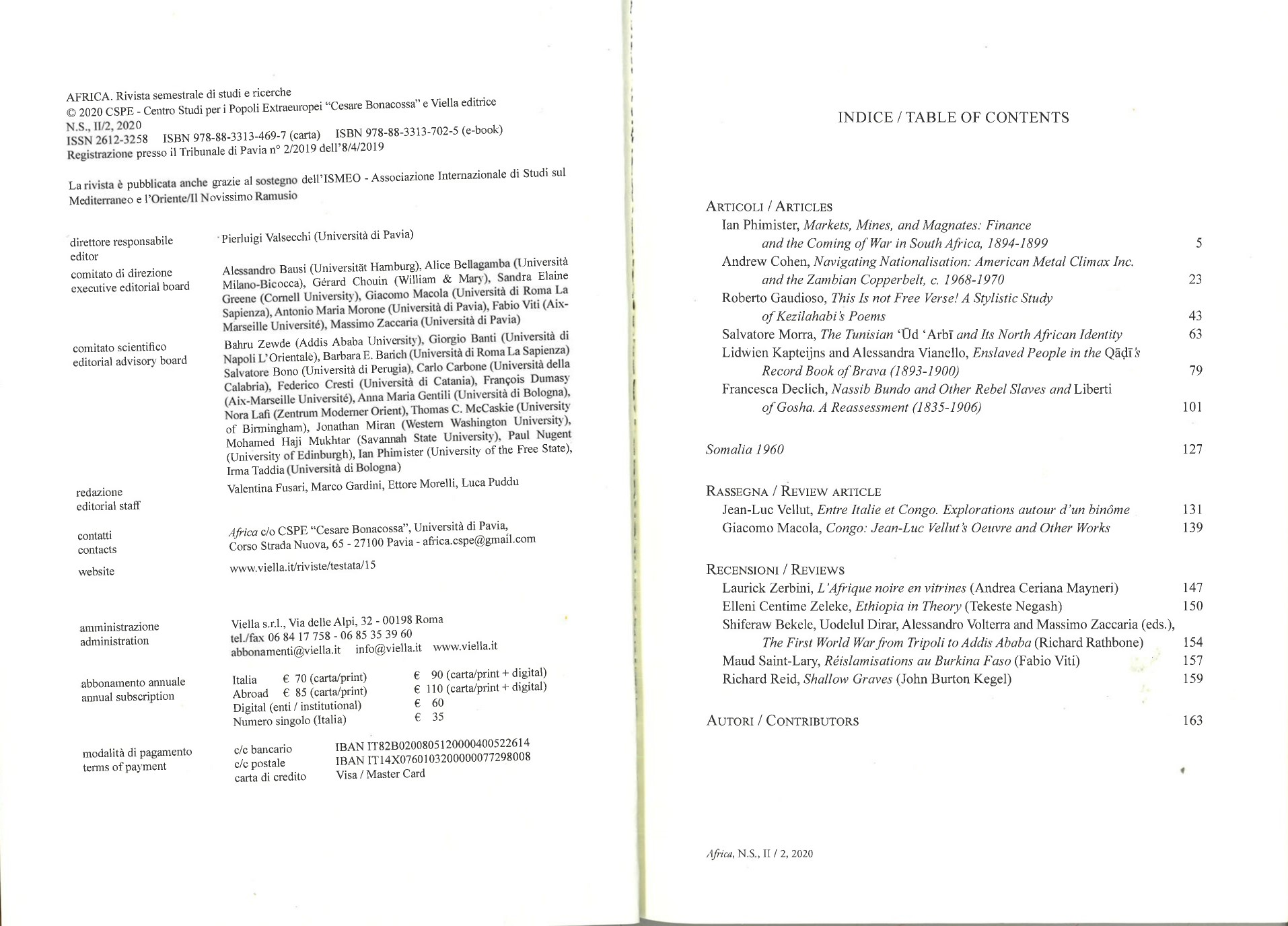
Africa, Rivista semestrale di studi e ricerche N.S. II 2, 2020. Table de matières.